# جاه‌طلبی حیوانی (آلبوم ۵۰ سنت)
جاه‌طلبی حیوانی (به انگلیسی: Animal Ambition) پنجمین آلبوم استودیویی رپر آمریکایی، ۵۰ سنت است که در سوم ژوئن سال ۲۰۱۴ منتشر شد.